# شهدخوار درخشان
شهدخوار درخشان (نام علمی: Cinnyris habessinicus) گونه‌ای از پرندگان از خانواده شهدخواران است.

## زیرگونه‌ها
- Cinnyris habessinicus habessinicus (Hemprich و Ehrenberg)
- Cinnyris habessinicus turkanae van Someren
- Cinnyris habessinicus alter Neumann
- Cinnyris habessinicus hellmayri Neumann
- Cinnyris habessinicus kinneari Bates[۲]

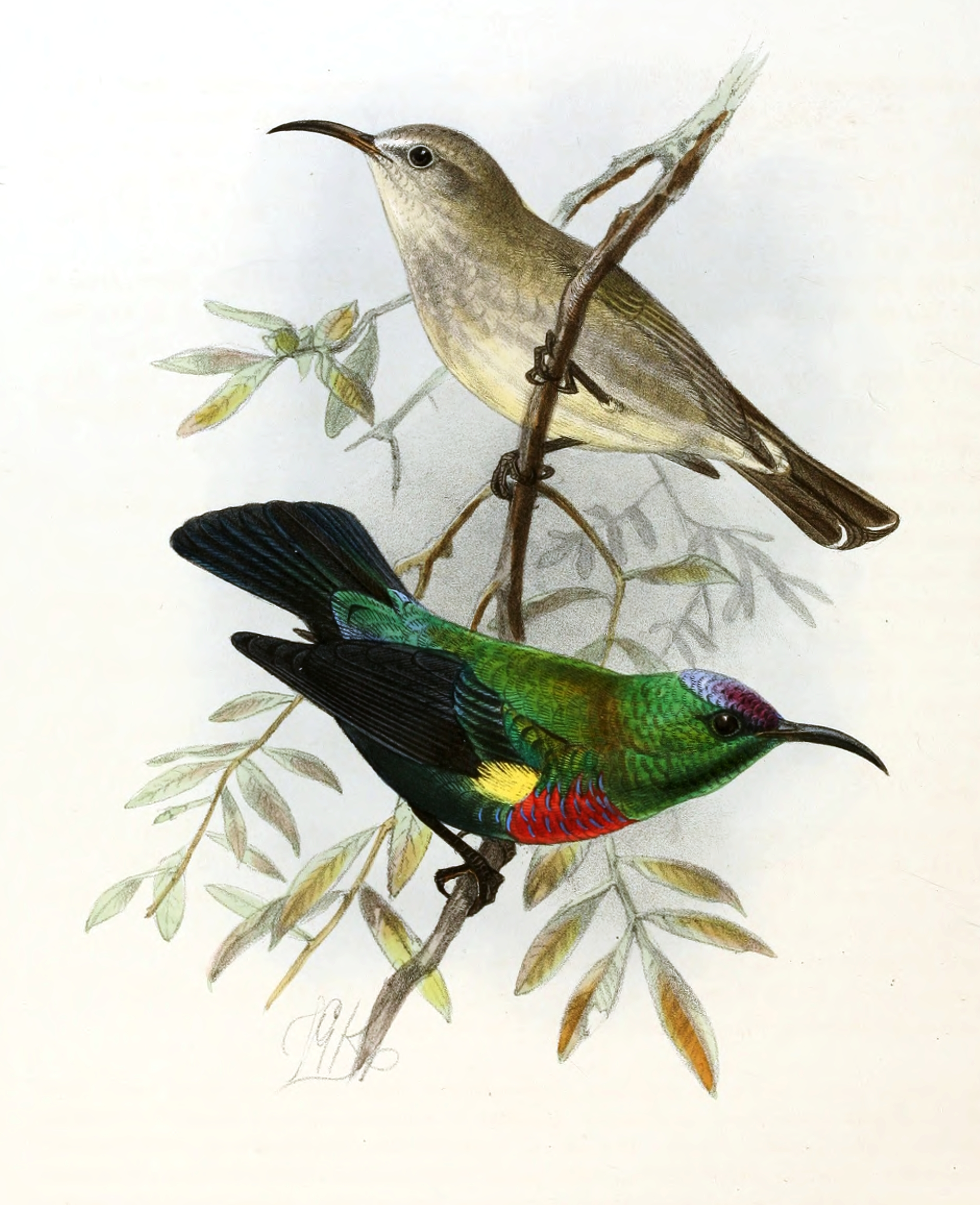

## ویژگی‌ها
گونهٔ Cinnyris habessinicus بسیار دوریختی است و دارای سه پوشش جداگانهٔ جوان، نابالغ و بالغ است. نرهای بالغ در پوشش زادآوری دارای روتنه و گلوی سبز متالیک درخشان، تارک بنفش یا آبی، نوار قرمز روشن در سراسر سینه با خط باریک آبی متالیک و بال و دم آبی مشکی هستند. ماده‌ها عمدتاً خاکستری یا قهوه‌ای هستند. این شهدخوارهای کوچک عمدتاً از شهد تغذیه می‌کنند.

## زیستگاه و پراکندگی
در جیبوتی، مصر، اریتره، اتیوپی، کنیا، عمان، عربستان سعودی، سومالی، سودان، اوگاندا و یمن یافت می‌شود.
این گونه مناطق صخره‌ای یا شنی و بستر رودخانه‌های خشک با درختان آکاسیا و کنار را ترجیح می‌دهد.